# Kasteel van Schengen

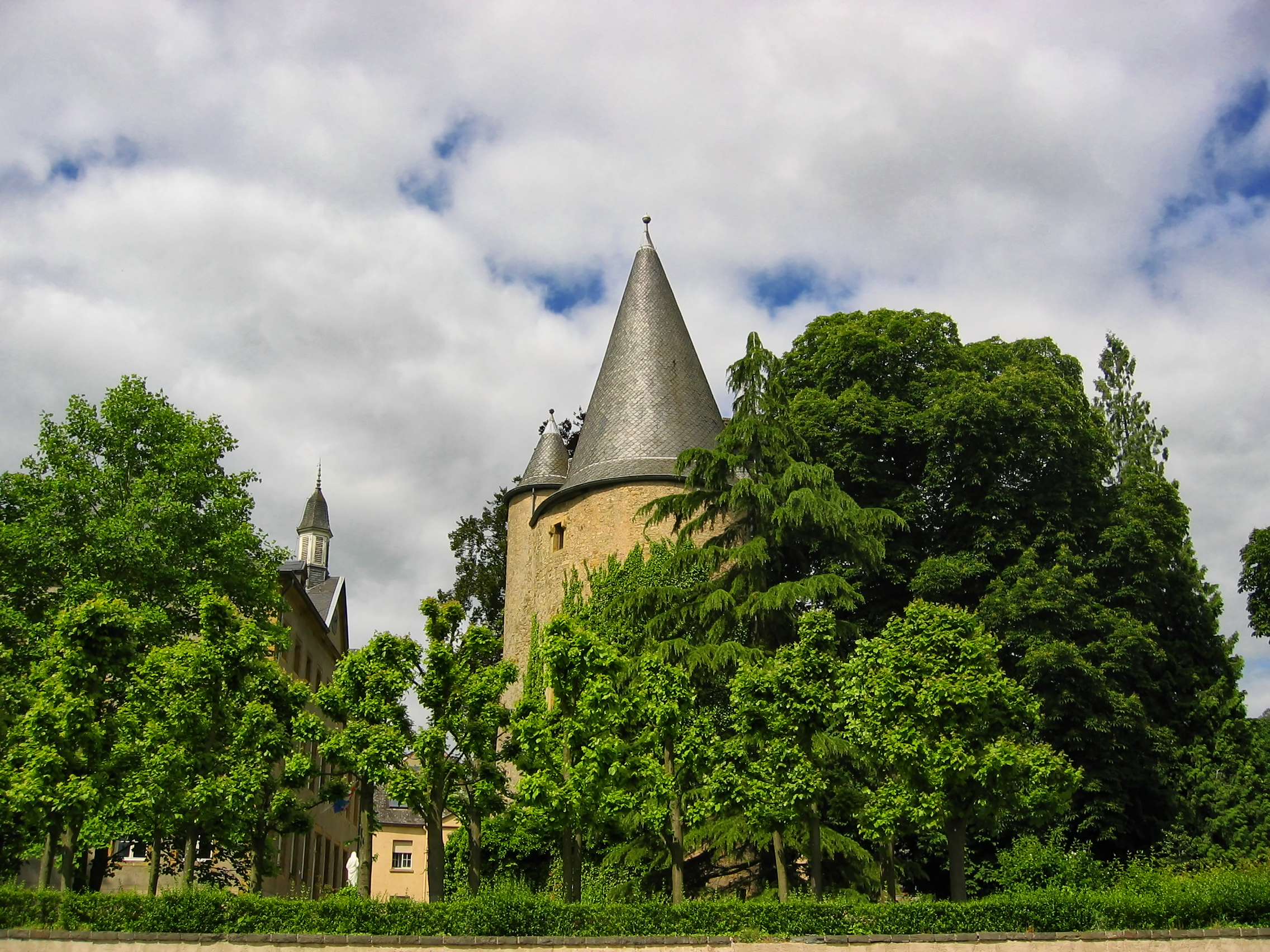

Het Kasteel van Schengen is een kasteel in Schengen in het zuidoosten van het land Luxemburg in de buurt van het drielandenpunt en de grenzen met Duitsland en Frankrijk. Ten oosten van het kasteel stroomt de grensrivier de Moezel. Ten noordoosten van het kasteel staat het Europamuseum en ten noordwesten staat de Sint-Salvatorkerk.

## Geschiedenis
Het kasteel van Schengen werd voor het eerst in 1350 schriftelijk genoemd. Na vele wijzigingen van eigenaar, werd het in 1793 overgenomen door de industrieel Jean-Nicolas Zollamt. Hij liet het grootste deel van de waterburcht afbreken en bouwde in 1812 het huidige gebouw, dat het best kan worden omschreven als een herenhuis. In 1939 werd het kasteel overgenomen door de Elisabethinnen, die het gebruikten als vakantie- en conferentiecentrum. In de jaren 2010 tot 2014 werd het kasteel verhuurd aan de Luxemburgse hotelketen Goeres, die er een hotel uitbaatte. Sindsdien waren de gebouwen leeg en stonden ze te koop. Een Luxemburgs bedrijf kocht het kasteel met zijn 5.000 vierkante meter woonoppervlak en 1,3 hectare grond in 2016 voor elf miljoen euro.
Sinds 1968 wordt de ronde toren van het kasteel beschermd als monument.